# Sojuz TM-30
La Sojuz TM-30 è stata la 39ª ed ultima missione verso la stazione spaziale russa Mir.

## Equipaggio
| Ruolo             | Equipaggio                                    | Equipaggio                                    |
| ----------------- | --------------------------------------------- | --------------------------------------------- |
| Comandante        | Sergej Zalëtin, Roscosmos Mir 28 Primo volo   | Sergej Zalëtin, Roscosmos Mir 28 Primo volo   |
| Ingegnere di volo | Aleksandr Kaleri, Roscosmos Mir 28 Terzo volo | Aleksandr Kaleri, Roscosmos Mir 28 Terzo volo |

### Equipaggio di riserva
| Ruolo             | Equipaggio                  | Equipaggio                  |
| ----------------- | --------------------------- | --------------------------- |
| Comandante        | Saližan Šaripov, Roscosmos  | Saližan Šaripov, Roscosmos  |
| Ingegnere di volo | Pavel Vinogradov, Roscosmos | Pavel Vinogradov, Roscosmos |

## Parametri della missione
- Perigeo: 186 km
- Apogeo: 222 km
- Inclinazione: 51,7°
- Periodo: 1 ora, 28 minuti e 36 secondi